# Cofersa (motocicletas)
Cofersa.
Construcciones Ferrusola S.A. (Cofersa) fue un fabricante español de motocicletas entre 1954 y 1962, equipadas con motores Hispano Villiers de 125 y 200cc.

## Origen

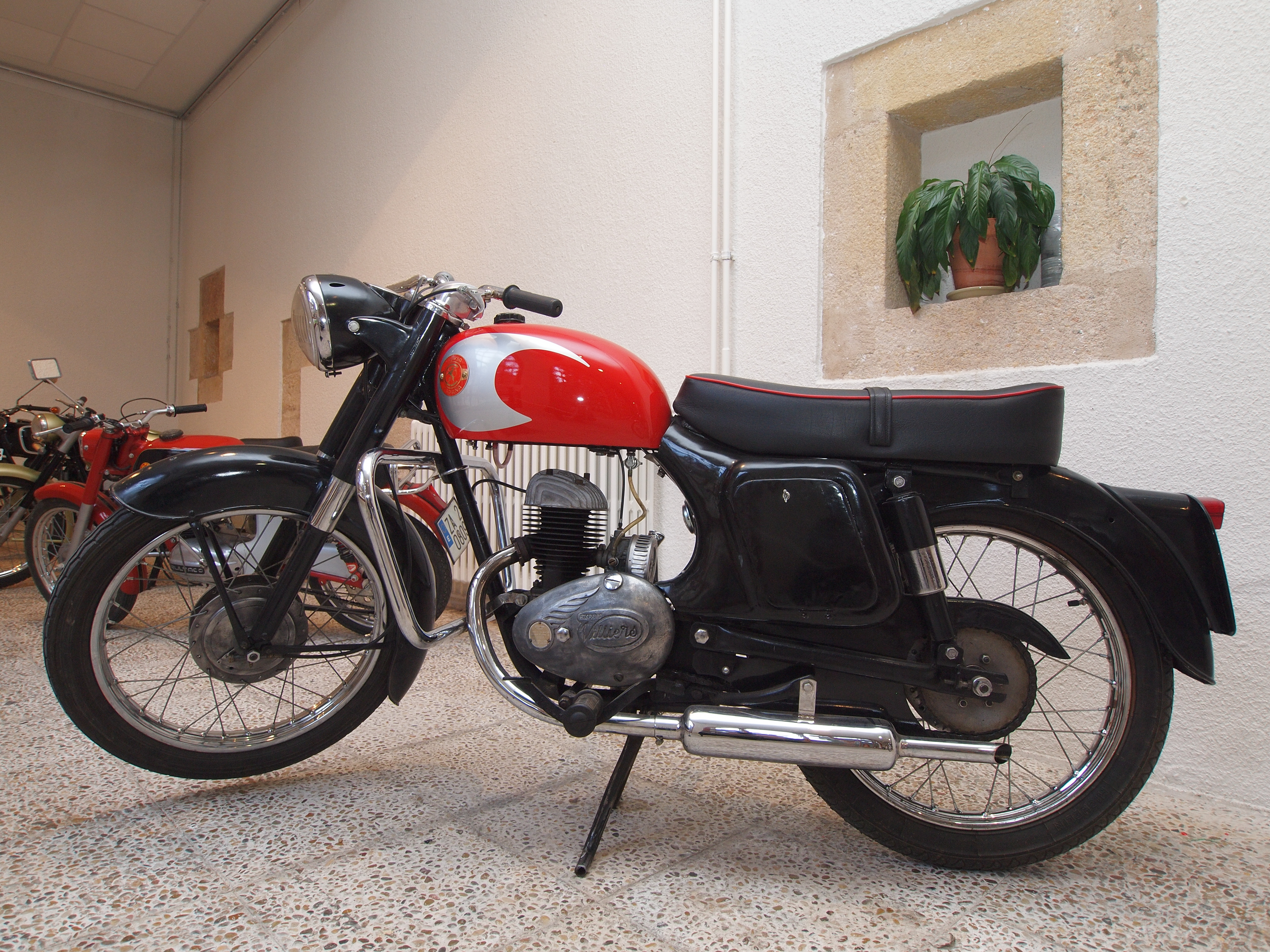
Cofersa de 200cc, año 1955

José Mercader, su fabricante, había comenzado construyendo motores auxiliares para instalar en bicicletas. Con esta experiencia, en 1953 creó la sociedad Construcciones Ferrusola SA para emprender la fabricación de motocicletas, ubicándose en la calle Elfo nº 80 de Madrid.

## Modelos
Su primera unidad fue puesta a la venta en 1954, un modelo de 125cc, destacando su funcionalidad y calidad de construcción. La durabilidad mecánica venía asegurada por la incorporación del motor Hispano Villiers (motor Villiers fabricado en España bajo licencia). De diseño convencional, destacaba por la robustez. Aunque no presentaba elementos que la diferenciasen de otros modelos de la época, su marchamo de calidad hizo que muchas siguiesen operativas después de dos décadas.
Durante el primer año solo produjo un centenar de motocicletas, pero en poco tiempo la plantilla de empleados superó el número de 100, para hacer frente a la demanda.
En 1956 presentó un proyecto de microcoche de 2/3 plazas. Estaba probablemente equipado con el motor Hispano Villiers de 197 cc; según la publicidad de la época se vendería a 35.000 pesetas, pero no hay datos de que se llegase a producir nunca.
En 1957 apareció el modelo JM, de 2 HP e incorporando chapa estampada y una caja de cambios de cuatro velocidades. 
En 1959 se presentó el modelo Helix, atractivo de líneas y construida en chapa estampada. Tenía la particularidad de montar una rejilla protectora en el guardabarros posterior, probablemente para facilitar a las mujeres sentarse de lado sobre la motocicleta sin que las faldas se enredasen en la rueda trasera.
En 1962 cesó la actividad de Cofersa como fabricante de motocicletas.